# 羅什 (伯恩州)
羅什（法語：Roches，法語發音：[ʁɔʃ]）是瑞士伯恩州的一個市镇，位於該國中西部，面積9.06平方公里，七成土地是森林，海拔高度491米，2011年人口212，人口密度每平方公里23人。